# Gitanes

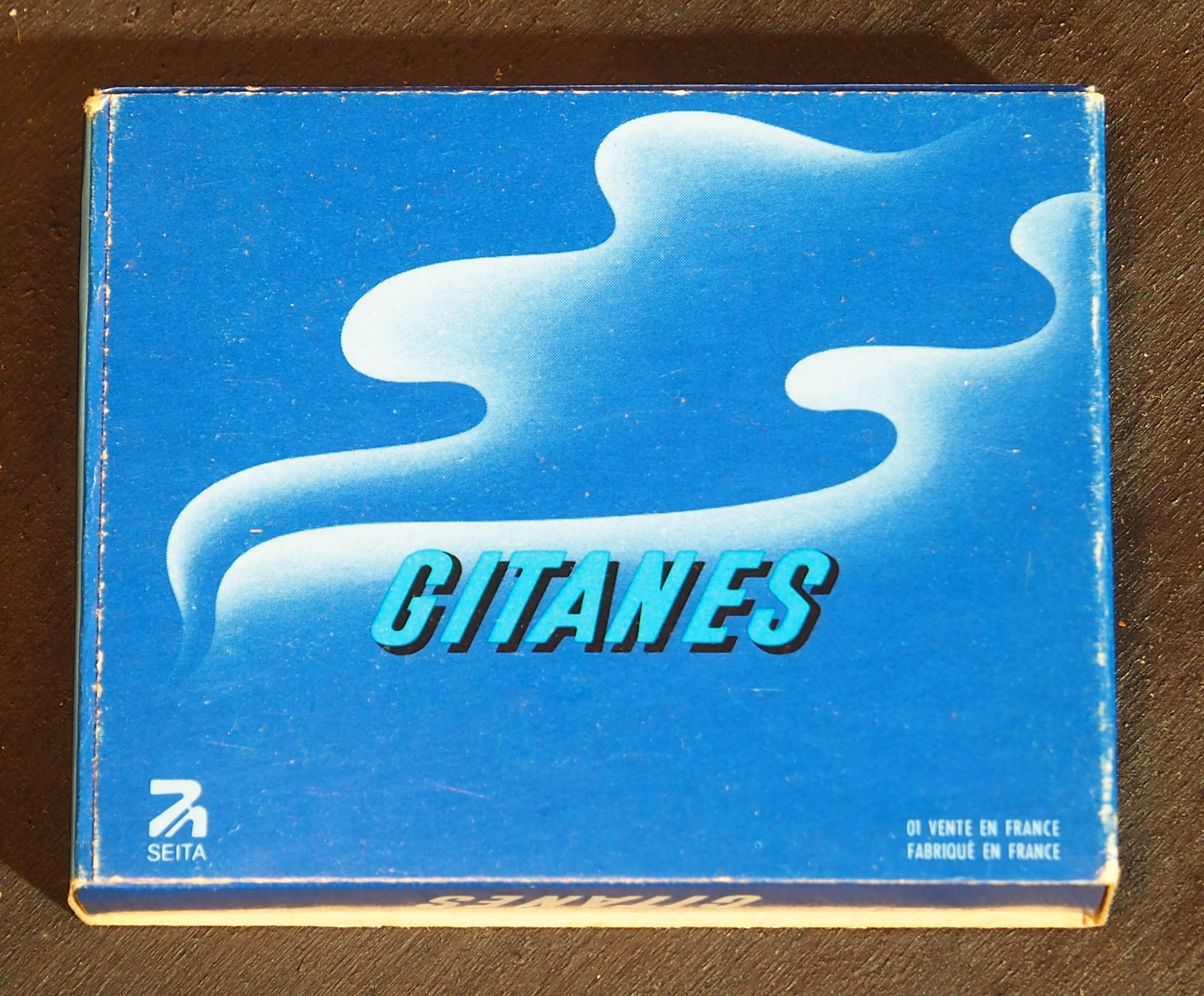
Una cajetilla antigua; ya no se vende en la actualidad

Gitanes (en francés, Gitanas) es una marca de cigarrillos francesa. Producida al principio por la compañía francesa Seita, actualmente forma parte del grupo español Altadis, adquirido en 2008 por Imperial Tobacco Group PLC. Los Gitanes son muy populares en Francia.

## Envases
Los paquetes de Gitanes fueron diseñados por Maurice Giot. En ella figuran símbolos españoles como la pandereta y la mantilla.
Durante la Segunda Guerra Mundial, la bailarina gitana representó la marca; Mollusons la diseñó, con su ancha falda, y más tarde Max Ponty revisó el diseño, escondiendo en parte a la bailarina entre volutas de humo blanco.
En 1970, se revisó el dibujo de la bailarina, pero los colores del paquete, de veinte cigarrillos, se mantuvo sin cambios, siendo azul, blanco y negro.
Hasta ahora, eran conocidos por haber mantenido el color blanco y el sabor de los cigarrillos de la primera parte del siglo XX, que los hace atractivos para los aficionados nostálgicos. Sin embargo, en julio de 2010 la forma y las medidas de cigarrillos «Gitanes Filtro» han sido modificados sin que los estancos ni los consumidores fueran advertidos. Los Gitanes son ahora más finos (diámetro de 8 mm contra los 9 mm anteriores). El filtro también es más largo (19 mm contra 17 mm). Las dimensiones del paquete han menguado, de 81 mm de ancho contra los 89 mm anteriores, siendo el alto igualmente de 71 mm.

## Historia
Gitanes se lanzó en 1910 en cuatro versiones diferentes, todas sin filtro. En 1918, se introdujeron Gitanes Maïs. que fueron un éxito en las zonas rurales de Francia. En la década de 1930 aparecieron los primeros anuncios gráficos de Gitanes. En 1956, se introdujo la primera variante de Gitane filtrada. En 1981, se comercializan por primera vez las versiones "Light". En 1986, se lanzaron los primeros Gitanes Blondes, que estaban disponibles internacionalmente en 1987. Sin embargo, fueron un fracaso comercial. En 1988 se comercializaron las primeras versiones "Extra light". En 1991, se introdujeron las ultraligeras Gitanes. En 1990/1991, se lanzó al mercado simultáneamente una nueva versión de Gitanes Blondes ultra light.
Los Gitanes se venden en muchas variedades de concentraciones y paquetes. El cigarrillo se hizo originalmente con un tabaco más oscuro o brun (marrón), en contraste con el rubio más extendido. En honor al nombre, el paquete muestra la silueta de una gitana española tocando la Pandereta.
- 1910: aparición de Gitanes sin filtro en cuatro versiones.
- 1918: aparición de Gitanes Maïs (con papel de maíz, caracterizado por su sabor fuerte y el color amarillo). Es un éxito en las zonas rurales.
- 1956: aparición de Gitanes con filtro.
- Abril de 1981: aparición de las versiones ligeras.
- 1986: Seita lanza la primera versión de Gitanes Blondes, un fracaso al no coincidir con la imagen de marca.
- Enero de 1988: aparición de versiones extraligeras.
- 1991: aparición de Gitanes ultraligero.
- 1990–1991: lanzamiento simultáneo de la nueva versión de rubio con otra ultraligera. Es un éxito comercial.
- 1999: fusión de Seita y el grupo español Tabacalera, que da lugar a Altadis, actual productor de Gitanes.
- 2008: adquisición de Altadis por el grupo Imperial Tobacco; la producción de Gitanes se traslada a Polonia.

## Fumadores célebres
- Serge Gainsbourg, cantante francés.
- Jacques Prévert, poeta francés.
- John Lennon, miembro de The Beatles.
- Albert Camus, escritor y filósofo francés.
- Alain Delon, actor francés.
- Johnny Hallyday, cantante francés.
- Luis Buñuel, director de cine español.
- Pablo Picasso, pintor español.
- Julio Cortázar, escritor argentino.
- Jim Morrison, poeta y cantante de The Doors.
- Jean Gabin, actor francés.
- David Bowie, cantante británico.
- Jacques Brel, cantante belga.
- Samuel Beckett, escritor, poeta y dramaturgo irlandés.
- Carmelo Bene, dramaturgo, actor y director teatral italiano.
- Romain Caramalli, industrial del tabaco.
- DaF, músico francés.
- Slash, guitarrista de Guns N' Roses.
- Luigi Snozzi, arquitecto suizo.
- Theo van Gogh, director de cine neerlandés.
- Julio Ramón Ribeyro, escritor peruano.
- María Casares, actriz hispano-francesa
- René Houseman, futbolista argentino.[3]
- Ignacio Diaz, comerciante argentino